# Commandocentrum K20

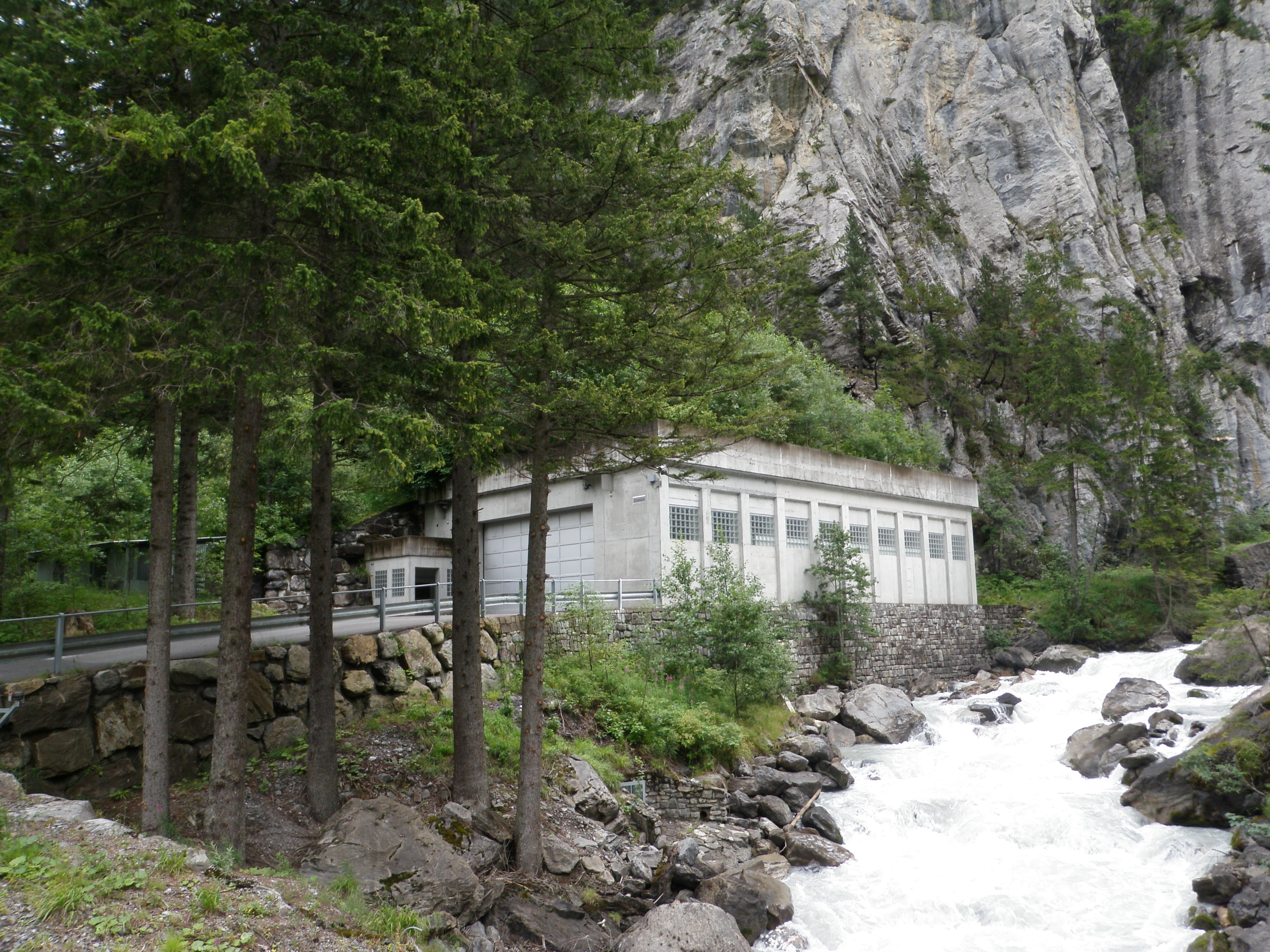
Ingang commandocentrum K20

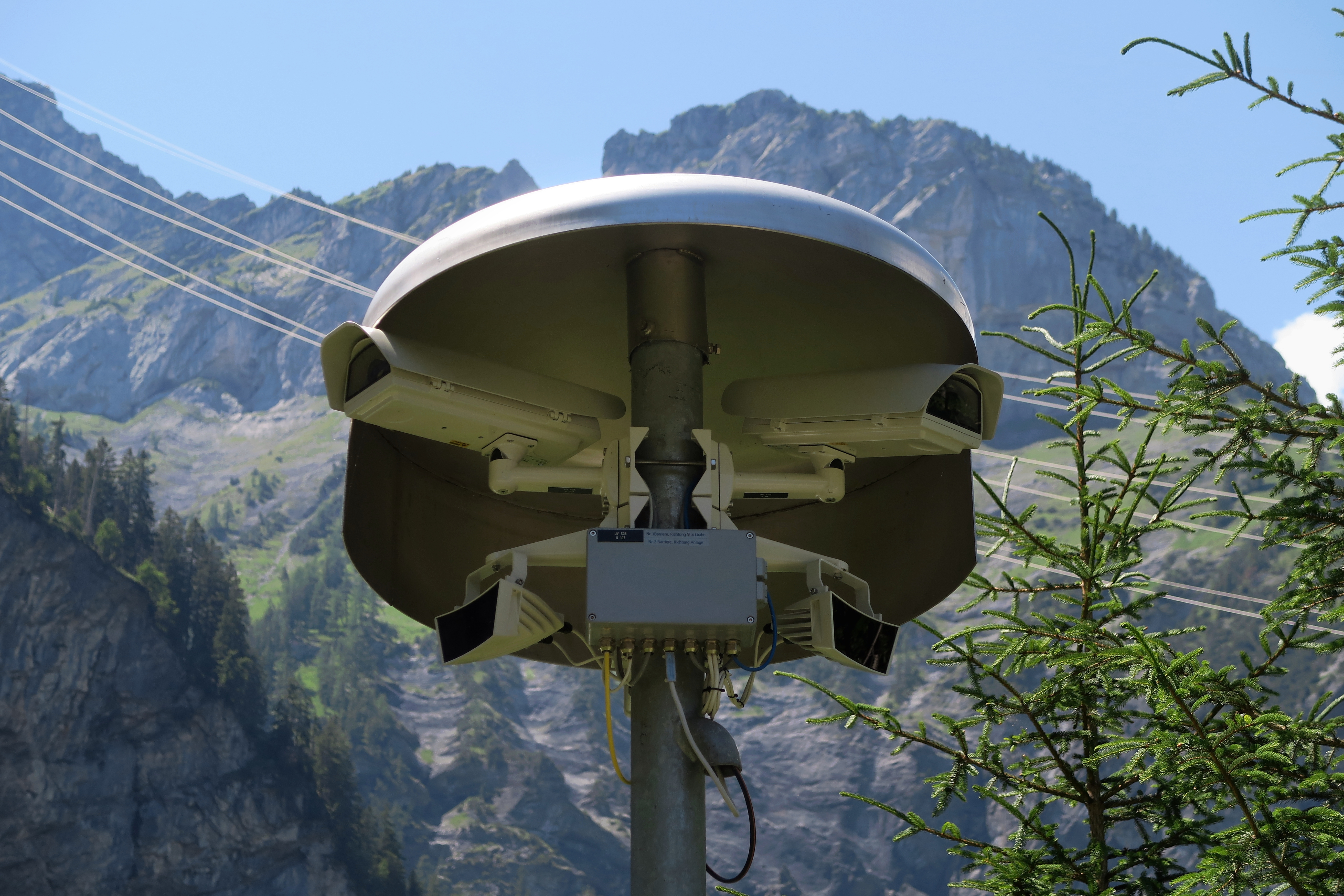
Videobewaking van de omgeving

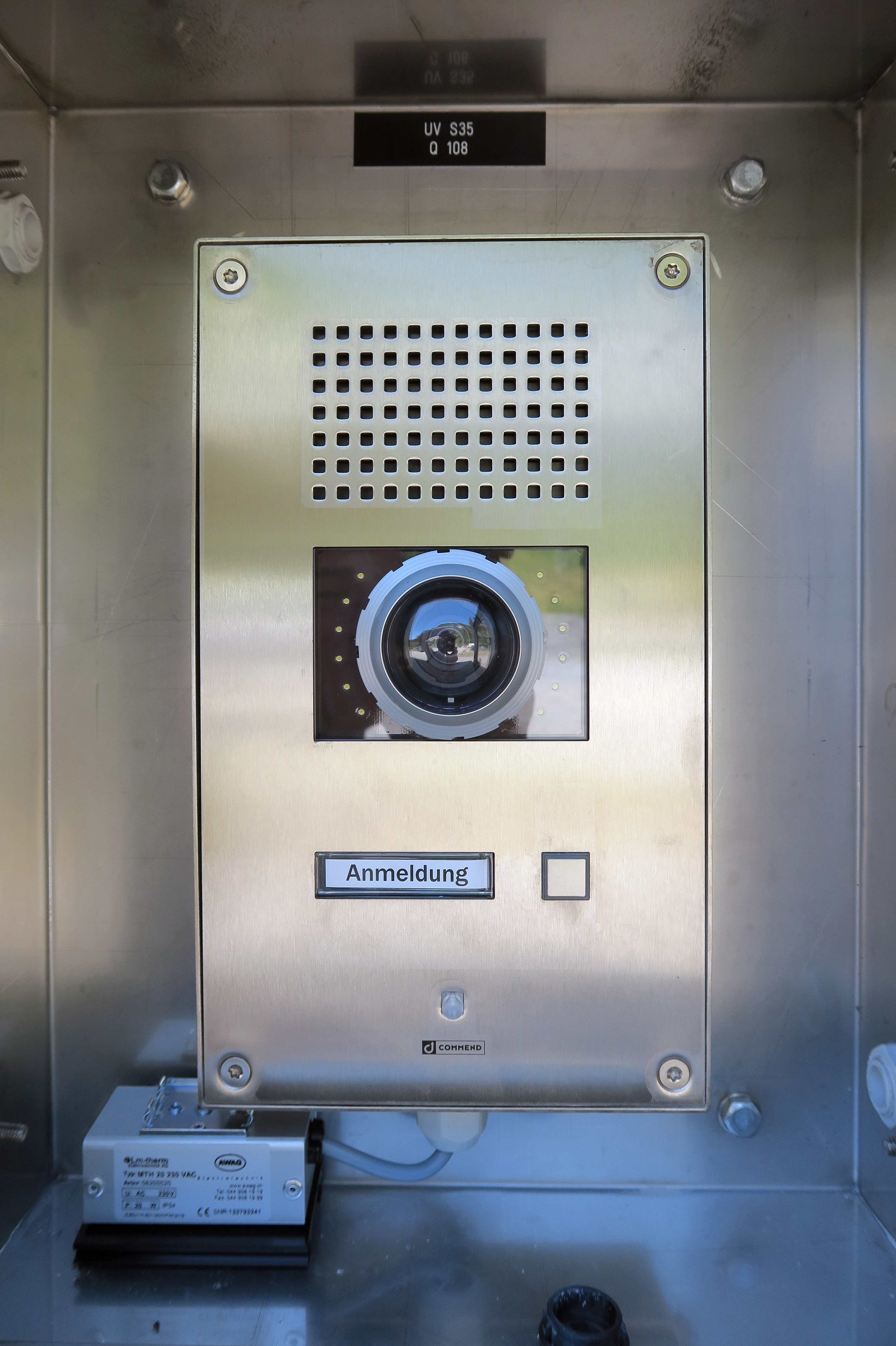
Eerste toegangscontrole

Het Commandocentrum K20 (Duits: Führungsanlage K20, Frans: Centrale de commandement K20) is een bunkercomplex van de Zwitserse Bondsraad in de omgeving van Kandersteg. 
Op 26 augustus 2008 publiceerde Der Spiegel op zijn website een lang bewaard (publiek) geheim. In het massief van de Blüemlisalp werd tijdens de Koude Oorlog in het begin van de jaren tachtig het toen ultrageheime bunkercomplex Führungsanlage K20 uitgegraven. Zwitserland heeft een zeer groot aantal atoombunkers, waarbij reeds tientallen jaren bij woningbouw van grotere wooneenheden steeds een atoombunker moest ingebouwd worden. De boutade stelt dat bij een atoomoorlog enkel de Amerikaanse regering, sommige insectensoorten en de volledige Zwitserse bevolking zou overleven. K20, de bunker voor de Zwitserse federale Bondsraad, bij Kandersteg biedt plaats voor de regering, legertop en adviseurs. De bouw kostte 259 miljoen Zwitserse frank. Het biedt plaats aan vele honderden mensen en heeft een autonomie van zes maanden tegen nucleaire, biologische en chemische aanvallen. Door een autotunnel bereikt men parkeergarages waar de regeringslimousines en legervoertuigen geplaatst kunnen worden. Na een beveiligde toegang met onder meer een Irisscanner komt men aan een kleine metrolijn die met een rit van 5 minuten de bezoekers tot in het centrum van de K20 brengt. Er zijn twee gekende bijkomende toegangen tot de bunker, een in de Lötschbergtunnel, de andere hoger in het Gasterntal. Externe communicatie is mogelijk middels een complete radio- en televisiestudio, naast een videoconferentiekamer voor overleg. Naast dit groot bunkercomplex werd er per kanton nog een bunker gebouwd. Het onderhoud van de in totaal 19 bunkers kost jaarlijks een miljoen Zwitserse frank.